# Viennale
La Viennale, nota anche come Vienna International Film Festival, è il più importante festival cinematografico internazionale austriaco. Nato nel 1960 ed accreditato dalla FIAPF, il festival vanta ogni anno circa 90.000 spettatori, concentrando la sua attività sulla presenza di star internazionali, eventi sul red carpet e sul mercato cinematografico, dando ampia visibilità agli autori ed alle case di produzione del cinema sperimentale internazionale.
Il festival ha luogo nei cinema del centro storico della città di Vienna (Gartenbaukino, Urania, Metro-Kino, Filmmuseum, Stadtkino, Künstlerhaus Kino) e propone circa 350 proiezioni, tra anteprime nazionali e internazionali, retrospettive tematiche e tributi a singoli autori.
Durante il suo svolgimento vengono assegnati un Premio FIPRESCI ad opere prime e seconde, il Vienna Film Prize (Wiener Filmpreis) ad un'opera austriaca che sia stata proiettata per la prima volta nell'anno appena trascorso, e lo Standard Audience Award o Standard Readers' Jury Award (Standard Publikumsjury), da parte di una giuria di lettori del quotidiano Der Standard ad un film in programma nel festival che non abbia ancora una distribuzione austriaca.
Dal 2018 la direzione artistica del festival è stata assegnata all'italiana Eva Sangiorgi.

## Storia
L'iniziativa di fondare un festival cinematografico a Vienna fu presa dall'Associazione dei critici cinematografici austriaci. La prima edizione della Settimana cinematografica di Vienna, organizzata dai critici Edwin Zbonek and Sigmund Kennedy, si svolse nel 1960 nella sala cinematografica Künstlerhaus. Furono programmati film provenienti da diciotto paesi e, in uno spirito non commerciale, non furono assegnati premi. Solo due anni dopo il festival presa il nome di Viennale, coniato da Franz Jonas, sindaco di Vienna e futuro presidente austriaco.
A partire dal 1962 il festival fu integrato ufficialmente nel più prestigioso festival artistico viennese, i Wiener Festwochen, a giugno, e per cinque anni si svolse nel cinema Urania. Il festival fu riorganizzato nel 1968 con l'obiettivo principale di offrire al pubblico austriaco film altrimenti invisibili (con lo slogan Filme, die uns nie erreichten / Unscreened in Vienna) e dal 1971 venne spostato nella sala cinematografica più grande della città, il Forum.
Nel 1978 il periodo di svolgimento del festival fu spostato dall'inizio dell'estate al mese di ottobre. Dal 1979 la durata del festival venne allungata e furono moltiplicate le proiezioni coinvolgendo anche sale cinematografiche periferiche della città. Nel 1980 fu presentato il primo di una serie di programmi dedicati a singole cinematografie nazionali.
Dai primi anni novanta, con la sostanziale crescita del budget, il festival conquistò una crescente reputazione internazionale. Nel 1991 fu introdotto il Vienna Film Award (Wiener Filmpreis), quale riconoscimento per il cinema austriaco. Nel 1993 il festival si estese all'intero centro della città, coinvolgendo le sale cinematografiche Urania, Metro, Stadtkino e Künstlerhaus e, dal 1997, anche il cinema Gartenbau.

## Direzione del festival
- 1960–1968: Sigmund Kennedy
- 1968–1973: Otto Wladika
- 1973–1981: Edwin Zbonek
- 1981–1986: Edwin Zbonek und Helmuth Dimko
- 1986–1988: Helmuth Dimko
- 1988–1990: Helmuth Dimko und Veronika Haschka
- 1990–1993: Werner Herzog und Reinhard Pyrker
- 1993–1995: Wolfgang Ainberger und Alexander Horwath
- 1995–1997: Alexander Horwath
- 1997–2017: Hans Hurch
- 2017–2018: Franz Schwartz (interimistisch)
- ab 2018: Eva Sangiorgi

## Premi

### Vienna Film Award
- 1991: Ulrich Seidl
- 1992: Schuld und Gedächtnis, regia di Egon Humer e Benny's Video, regia di Michael Haneke
- 1993: Der Nachbar, regia di Götz Spielmann
- 1994: Ich gelobe, regia di Wolfgang Murnberger
- 1995: Die Ameisenstraße, regia di Michael Glawogger
- 1996: Jenseits des Krieges, regia di Ruth Beckermann
- 1997: Das Jahr nach Dayton, regia di Nikolaus Geyrhalter
- 1998: Megacities, regia di Michael Glawogger
- 1999: Nordrand, regia di Barbara Albert
- 2000: The Punishment, regia di Goran Rebic
- 2001: In the Mirror of Maya Deren, regia di Martina Kudlacek e Lovely Rita, regia di Jessica Hausner
- 2002: Nachtreise, regia di Kenan Kilic
- 2003: Jesus, du weißt, regia di Ulrich Seidl
- 2004: L'incubo di Darwin (Darwin's Nightmare), regia di Hubert Sauper
- 2005: Operation Spring, regia di Angelika Schuster e Tristan Sindelgruber
  - Menzione d'onore: Romane Apsa, regia di Zuzana Brejcha
- 2006: Kurz davor ist es passiert, regia di Anja Salomonowitz
- 2007: Rule of Law, regia di Susanne Brandstätter
- 2008: Ein Augenblick Freiheit, regia di Arash T. Riahi
- 2009
  - Film di finzione: Lourdes, regia di Jessica Hausner
  - Documentario: Cooking History, regia di Peter Kerekes
- 2010
  - Film di finzione: Rammbock, regia di Marvin Kren
  - Documentario: Kick Off, regia di Hüseyin Tabak
- 2011
  - Film di finzione: Michael, regia di Markus Schleinzer
  - Documentario: Der Prozess, regia di Gerald Igor Hauzenberger
  - Menzione d'onore: David Wants to Fly, regia di David Sieveking
- 2012
  - Film di finzione: Amour, regia di Michael Haneke
  - Documentario:  Meine Keine Familie, regia di Paul-Julien Robert
  - Menzione speciale: Dann Bin Ich Ja Ein Mörder, regia di Walter Manoschek
- 2013
  - Film di finzione: Paradise: Love (Paradies: Liebe), regia di Ulrich Seidl
  - Documentario: Sickfuckpeople, regia di Juri Rechinsky

### Standard Readers' Jury Award
- 1998: Beshkempir, regia di Aktan Abdikalikov
- 1999: Qu nian yan hua te bie duo, regia di Fruit Chan
- 2000: Les glaneurs et la glaneuse, regia di Agnès Varda
- 2001: Sobibor, 14 octobre, 16 heures, regia di Claude Lanzmann
- 2002: Love Song (Monrak Transistor), regia di Pen-ek Ratanaruang
- 2003: Long Way Home, regia di Peter Sollett
- 2004: Los Muertos, regia di Lisandro Alonso
- 2005: Hong Yan, regia di Li Yu
- 2006: Balordi, regia di Mirjam Kubescha
- 2007: Rubljovka − Straße zur Glückseligkeit, regia di Irene Langemann
- 2008: Momma's Man, regia di Azazel Jacobs
- 2009: About Elly (Darbāre-ye Elly), regia di Asghar Farhadi
- 2010: Marwencol, regia di Jeff Malmberg
- 2011: El lugar más pequeño, regia di Tatiana Huezo Sánchez
- 2012: Leviathan, regia di Véréna Paravel e Lucien Castaing-Taylor
- 2013: Das merkwürdige Kätzchen, regia di Ramon Zürcher

### Premio FIPRESCI
- 2000: Suzhou he, regia di Lou Ye
- 2001: A tempo pieno (L'emploi du temps), regia di Laurent Cantet
  - Menzione d'onore: Lovely Rita, regia di Jessica Hausner
- 2002: All'improvviso (Tan de repente), regia di Diego Lerman
  - Menzione d'onore: Nakta(dul), regia di Park Ki-Yong
- 2003: The Brown Bunny, regia di Vincent Gallo
  - Menzione d'onore: Da quando Otar è partito (Depuis qu'Otar est parti), regia di Julie Bertuccelli
- 2004: Los Muertos, regia di Lisandro Alonso e Down to the Bone, regia di Debra Granik
- 2005: Estamira, regia di Marcos Prado
- 2006: Honor de cavalleria, regia di Albert Serra
- 2007: Shotgun Stories, regia di Jeff Nichols
- 2008: Aquele querido mês de Agosto, regia di Miguel Gomes
- 2009: Xiao Li Zi, regia di Yu Guangyi
- 2010: Periferic, regia di Bogdan George Apetri
- 2011: Yatasto, regia di Hermes Paralluelo
- 2012: Margaret, regia di Kenneth Lonergan
- 2013: Grand Central, regia di Rebecca Zlotowski